# Metalimnobia jactator
Metalimnobia jactator är en tvåvingeart som först beskrevs av Alexander 1959.  Metalimnobia jactator ingår i släktet Metalimnobia och familjen småharkrankar.
Artens utbredningsområde är Nepal. Inga underarter finns listade i Catalogue of Life.